# Movimiento browniano geométrico

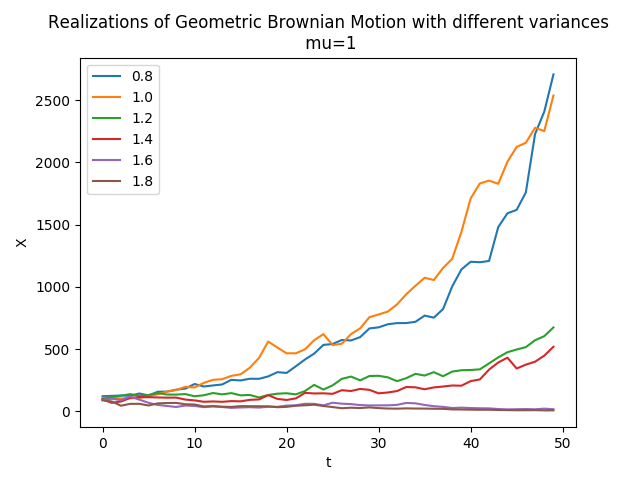

El movimiento browniano geométrico (GBM) (también conocido como movimiento browniano exponencial) es un modelo de amplio uso en finanzas y sirve para representar el precio de algunos bienes que fluctúan siguiendo los vaivenes de los mercados financieros, en particular, es utilizado en matemáticas financieras para modelar precios en el modelo de Black-Scholes.

## Definición
Sean {\displaystyle \mu \in \mathbb {R} }, {\displaystyle \sigma >0} y {\displaystyle S_{0}>0}, se define el movimiento browniano geométrico como el proceso estocástico a tiempo continuo {\displaystyle \{S_{t}:t\geq 0\}} que satisface la ecuación diferencial estocástica
{\displaystyle dS_{t}=\mu S_{t}\,dt+\sigma S_{t}\,dW_{t}}
y puede ser escrito como 
{\displaystyle S_{t}=S_{0}\exp \left(\left(\mu -{\frac {\sigma ^{2}}{2}}\right)t+\sigma W_{t}\right),\quad t\geq 0}
donde {\displaystyle W_{t}} es el movimiento Browniano estándar. Para obtener la solución de la ecuación diferencial estocástica se requiere el uso del cálculo de Itô.

## Propiedades

### Función de densidad
El movimiento Browniano geométrico dado por
{\displaystyle S_{t}=S_{0}\exp \left(\left(\mu -{\frac {\sigma ^{2}}{2}}\right)t+\sigma W_{t}\right),\quad t\geq 0}
tiene una distribución log-normal con función de densidad dada por:
{\displaystyle f_{S_{t}}(s)={\frac {1}{s\sigma {\sqrt {2t\pi }}}}\exp \left(-{\frac {\left(\ln s-\ln S_{0}-\left(\mu -{\frac {1}{2}}\sigma ^{2}\right)t\right)^{2}}{2\sigma ^{2}t}}\right).}
para {\displaystyle s\in (0,\infty )}.

### Función de distribución
La función de distribución acumulada está dada por
{\displaystyle F_{S_{t}}(s)=\Phi \left({\frac {\ln s-\ln S_{0}-\left(\mu -{\frac {\sigma ^{2}}{2}}\right)t}{\sigma {\sqrt {t}}}}\right)}
para {\displaystyle s\in (0,\infty )}.

### Estadísticas
Para hallar la media, varianza y covarianza del movimiento browniano geométrico, usaremos el hecho de que
{\displaystyle M_{S}(s)=\exp \left(\mu s+{\frac {1}{2}}\sigma ^{2}s^{2}\right)}
es la función generadora de momentos de una distribución normal con parámetros {\displaystyle \mu } y {\displaystyle \sigma ^{2}}.

#### Media
La media del movimiento Browniano geométrico es 
{\displaystyle \operatorname {E} [S_{t}]=S_{0}e^{\mu t}}
pues
{\displaystyle {\begin{aligned}\operatorname {E} [S_{t}]&=\operatorname {E} \left[S_{0}\exp \left[\left(\mu -{\frac {1}{2}}\sigma ^{2}\right)t+\sigma W_{t}\right]\right]\\&=S_{0}\exp \left[\left(\mu -{\frac {1}{2}}\sigma ^{2}\right)t\right]\operatorname {E} \left[e^{\sigma W_{t}}\right]\\&=S_{0}\exp \left[\left(\mu -{\frac {1}{2}}\sigma ^{2}\right)t\right]e^{\frac {t\sigma ^{2}}{2}}\\&=S_{0}e^{\mu t}\end{aligned}}}

#### Varianza
La varianza del movimiento Browniano geométrico es
{\displaystyle \operatorname {Var} (S_{t})=S_{0}^{2}e^{2\mu t}\left(e^{\sigma ^{2}t}-1\right)}
pues
{\displaystyle {\begin{aligned}\operatorname {Var} [S_{t}]&=\operatorname {Var} \left[S_{0}\exp \left[\left(\mu -{\frac {1}{2}}\sigma ^{2}\right)t+\sigma W_{t}\right]\right]\\&=S_{0}^{2}\exp \left[2\left(\mu -{\frac {1}{2}}\sigma ^{2}\right)t\right]\operatorname {Var} \left[e^{\sigma W_{t}}\right]\\&=S_{0}^{2}\exp \left[2\left(\mu -{\frac {1}{2}}\sigma ^{2}\right)t\right]\left(\operatorname {E} [\exp(2\sigma W_{t})]-\operatorname {E} [\exp(\sigma W_{t})]^{2}\right)\\&=S_{0}^{2}\exp \left[2\left(\mu -{\frac {1}{2}}\sigma ^{2}\right)t\right]\left[\exp \left({\frac {t(2\sigma )^{2}}{2}}\right)-\exp \left({\frac {2t\sigma ^{2}}{2}}\right)\right]\\&=S_{0}^{2}e^{2\mu t}\left(e^{\sigma ^{2}t}-1\right)\end{aligned}}}

#### Covarianza
La covarianza del movimiento Browniano geométrico es
{\displaystyle \operatorname {Cov} (S_{t},S_{s})=S_{0}^{2}e^{2\mu (s+t)}\left(e^{\sigma ^{2}s}-1\right)}

#### n{\displaystyle n}-ésimo momento
Para {\displaystyle n\in \mathbb {N} } y {\displaystyle t\in [0,\infty )}, el {\displaystyle n}-ésimo momento del proceso está dado por
{\displaystyle \operatorname {E} [S_{t}^{n}]=S_{0}\exp \left(\left[n\mu +{\frac {\sigma ^{2}}{2}}(n^{2}-n)\right]t\right)}